# Bernardin Raugel
Bernardin Raugel est un officier puis soldat puis à nouveau officier français né le 22 janvier 1885 à Saint-Quentin et décédé le 24 octobre 1966. Combattant des Première et Seconde Guerre mondiale, il demande en 1944 sa mise à la retraite de l'armée française où il était colonel pour pouvoir la réintégrer comme deuxième classe sous les ordres de son fils afin de participer en soldat à la libération de la France.

## Biographie
Son père, professeur d'allemand, s'était établi à Saint-Quentin (Aisne) après avoir quitté son Alsace natale en 1871. Son frère aîné Félix Raugel (1881-1975), maître de chapelle, chef d'orchestre et musicologue, fut notamment associé à la création des Chœurs de la Radiodiffusion française, ancêtres du Chœur de Radio France.

## Carrière militaire

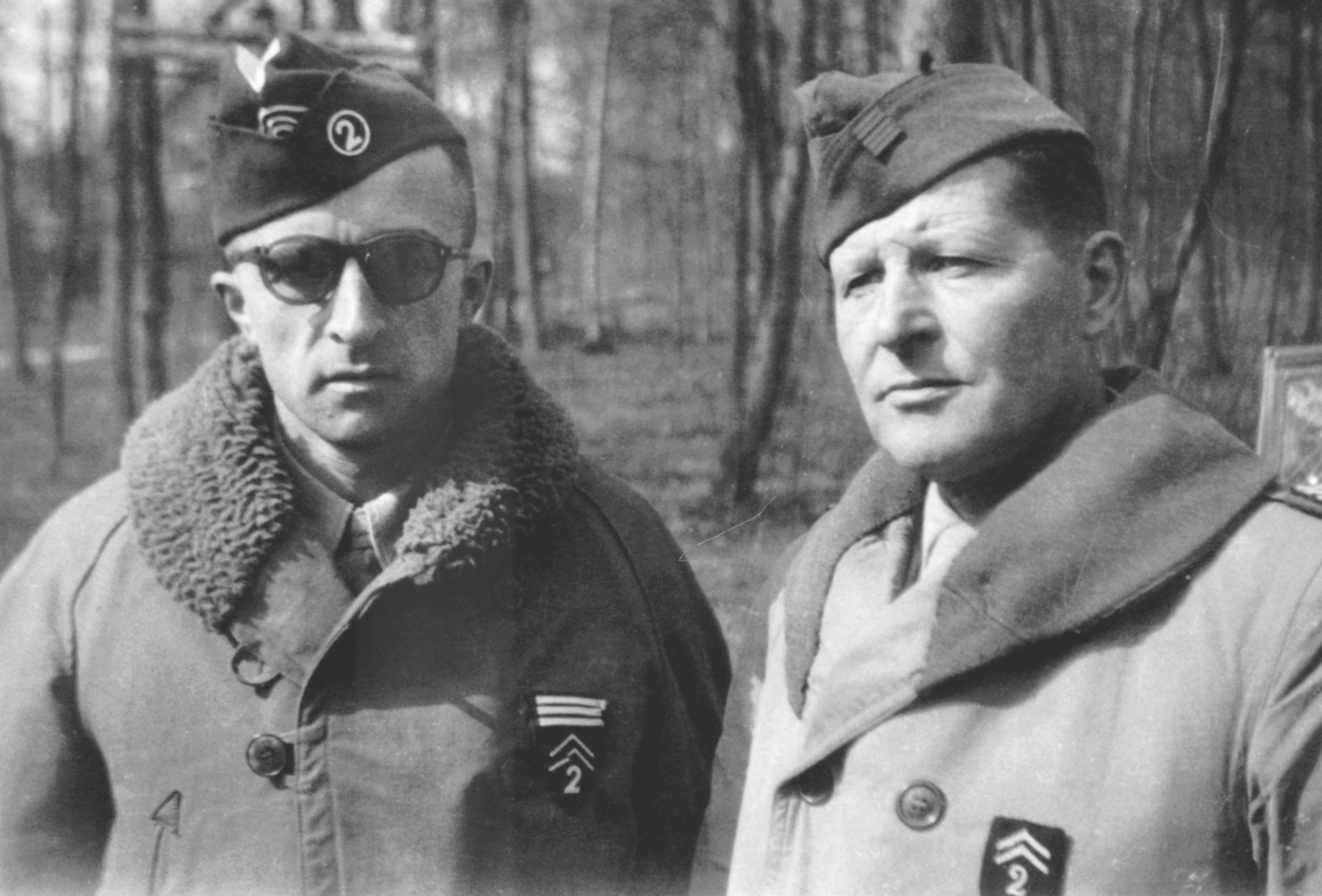
Jean et Bernardin Raugel en avril 1946, lors de la célébration de l'anniversaire du passage du Rhin

Bernardin Raugel a commencé la guerre de 1914-1918 comme lieutenant et l'a terminée comme capitaine. En 1937, il fut nommé colonel commandant l'artillerie de la  2e division de cavalerie.
Du 24 mai au 3 juin 1940, il est affecté à la défense de la tête de pont de Dunkerque. Après un bref passage en Angleterre, où il était arrivé dans une barque de pêche, et un internement de 83 jours à Vals-les-Bains (Ardèche) pour organisation de dépôts d'armes clandestins, il passa en Espagne, en 1943. Il rejoignit ensuite Alger où il fut nommé commandant de l'artillerie du Corps Blindé no 1. En 1944, il apprit qu'il était trop âgé pour participer au débarquement de Provence comme combattant, au regard d'une directive visant à rajeunir l'armée française. Il avait alors 59 ans.
Il rejeta diverses propositions de poste, notamment la présidence d'un tribunal militaire, et demanda sa mise à la retraite pour pouvoir rejoindre comme deuxième classe le 2e régiment de dragons en Oranie, où son fils Jean (1913-1951) commandait un peloton de chasseurs de chars.
Bernardin Raugel a donc embarqué pour la Provence à 59 ans comme dragon de deuxième classe dans le peloton de son fils, lieutenant alors âgé de 31 ans. Il a ensuite fait les campagnes de France et d'Allemagne comme cavalier dans le même escadron. Le 8 mai 1945, il avait atteint le grade de maréchal des logis-chef. Mais c'est le « de nouveau » colonel Raugel, commandeur de la Légion d'honneur, qui a remis la croix de chevalier le 2 décembre 1945 à son fils qui avait été promu au grade de capitaine.